# Castanopsis tcheponensis
Castanopsis tcheponensis är en bokväxtart som beskrevs av Paul Robert Hickel och Aimée Antoinette Camus. Castanopsis tcheponensis ingår i släktet Castanopsis och familjen bokväxter. Inga underarter finns listade.